# DDT (worstelen)

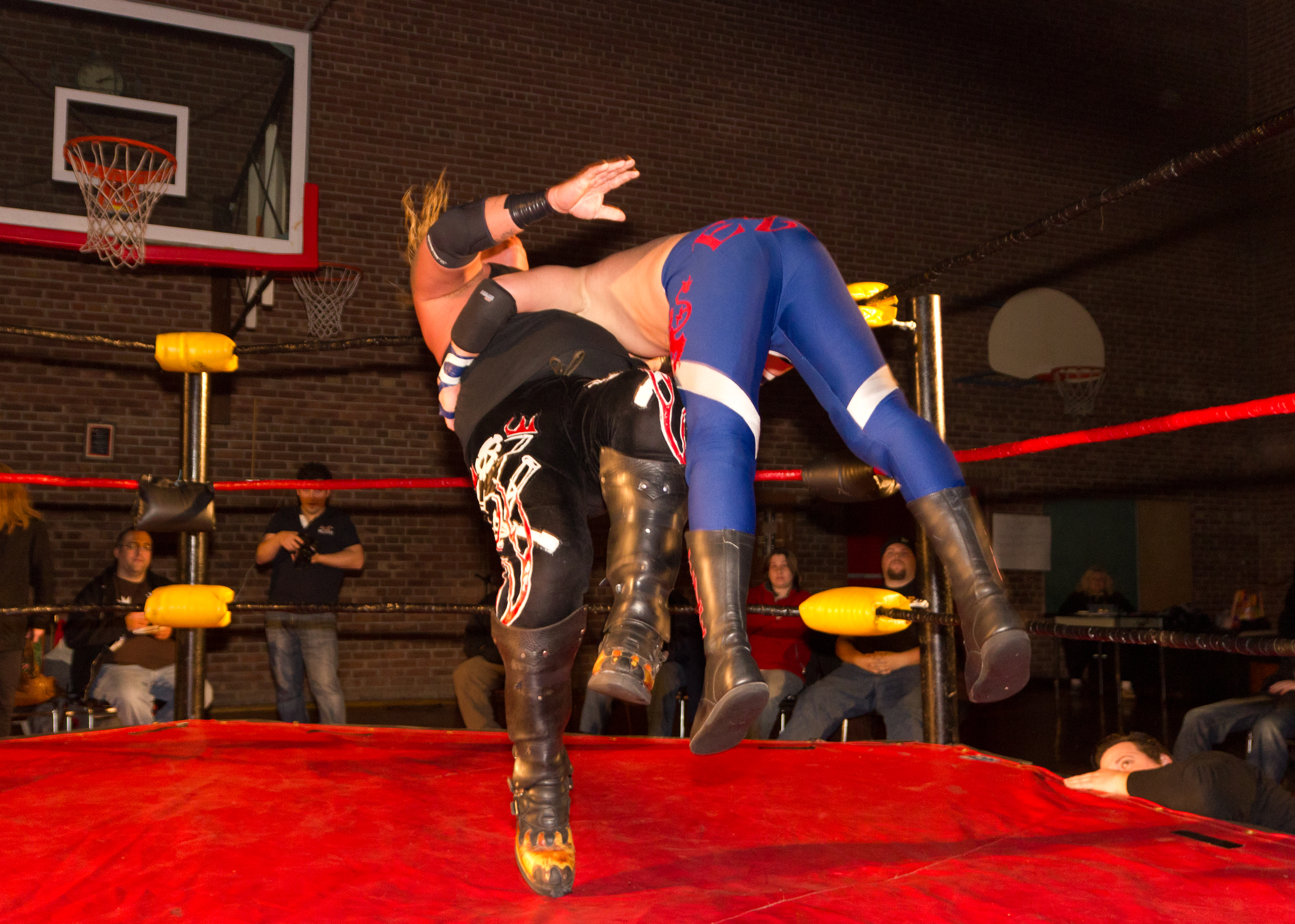
David Heath, alias "Gangrel", met de DDT

De DDT, afkorting voor Drop Dead Twice, is een professioneel worstelmanoeuvre, dat vanaf de jaren tachtig van de 20e eeuw werd gepopulariseerd als afwerkingsbeweging (jargon: finisher) door de Amerikaanse professioneel worstelaar Jake Roberts. Het is een van de meest voorkomende bewegingen in het gamma van professioneel worstelaars. 

## Betekenis en uitvoering
Jake 'The Snake' Roberts populariseerde het toepassen van de DDT in de jaren '70 en '80. Na het uitvoeren van de beweging stuurde Roberts een slang - meer bepaald een boa constrictor - af op zijn tegenstander of gooide de slang óp zijn tegenstander, die vervolgens de schrik van zijn leven kreeg eens hij weer bijkwam. 
Het woord of haar afkorting DDT betekent naar de letter Drop Dead Twice - vrij vertaald "val twee keer dood". Alternatieve betekenissen voor de term zijn Demonic Death Trap of DeDicaTion, maar Jake Roberts verwees naar de beweging als Damien's Dinner Time. Roberts' slang heette Damien.
Een tegenstander raakt door een DDT  even gespeeld buiten bewustzijn indien toegepast. Een worstelaar neemt in het geval van uitvoering van een DDT het hoofd van de tegenstander in een greep onder de arm en werpt zichzelf achterwaarts tegen het 'canvas'. Het hoofd van de tegenstander gaat hierin mee en de tegenstander wordt als het ware tegen het canvas geslagen. Een gelijkende techniek is de inmiddels verboden beweging Piledriver, waarbij men approximatief op dezelfde wijze de grond raakte.